# Iris doabensis
Iris doabensis là một loài thực vật có hoa trong họ Diên vĩ. Loài này được B.Mathew miêu tả khoa học đầu tiên năm 1972.